# ستيلتون (كامبريدجشير)
ستيلتون (بالإنجليزية: Stilton)‏ هي قرية و أبرشية مدنية تقع في المملكة المتحدة في إنجلترا. يقدر عدد سكانها بـ 3,110 نسمة .